# Rob Zombie
Robert Bartleh Cummings, ou simplesmente Rob Zombie (Haverhill, 12 de janeiro de 1965 ), é um músico, letrista, roteirista, produtor, diretor de cinema e produtor musical norte-americano. Ficou conhecido por intermédio da extinta banda de Groove/Industrial Metal, White Zombie, dando início a sua carreira solo em 1998. Ultimamente tem ganhado maior notoriedade internacional devido aos seus filmes que têm se tornado clássicos entre os fãs do gênero de terror.
Rob Zombie já usufruiu de diversos subgêneros do Rock N' Roll, uma vez já tendo um som mais próximo do Punk Rock, passando para o Noise Rock de Nova Iorque, posteriormente adquirindo — por influência do Metallica[carece de fontes?] — uma sonoridade Thrash Metal, depois Groove Metal e Metal Industrial.
Em toda sua carreira musical, Rob gravou músicas com grandes ícones do rock, além de possuir ampla ligação com muitas bandas de extrema importância no cenário musical mundial. Possui 7 indicações ao Grammy Awards, mas nenhuma vitória.

## Discografia

### Com o White Zombie
- Gods On Voodoo Moon (1985)
- Pig Heaven (1986)
- Psycho-Head Blowout (1987)
- Soul Crusher (1988)
- Make Them Die Slowly (1989)
- God of Thunder (1989)
- La Sexorcisto: Devil Music Vol.1 (1992)
- Nightcrawlers: The KMFDM Remixes (1993)
- Astro-Creep: 2000 - Songs Of Love, Destruction And Other Synthetic Delusions Of The Electric Head'' (1995)
- Supersexy Swingin' Sounds (1996)

### Discografia Solo
- Hellbilly Deluxe - 13 Tales Of Cadaverous Cavorting Inside The Spookshow International (1998)
- American Made Music to Strip By (1999)
- The Sinister Urge (2001)
- Past, Present & Future (2003)
- Educated Horses (2006)
- Hellbilly Deluxe 2 - Noble Jackals, Penny Dreadfuls And The Systematic Dehumanization Of Cool (2010)
- Icon (2010)
- Mondo Sex Head (2012)
- Venomous Rat Regeneration Vendor (2013)
- The Electric Warlock Acid Witch Satanic Orgy Celebration Dispenser (2016)
- The Lunar Injection Kool Aid Eclipse Conspirancy (2021)

## Filmografia
| Ano  | Título                                       | Função               |
| ---- | -------------------------------------------- | -------------------- |
| 2003 | House of 1000 Corpses                        | Diretor e Roteirista |
| 2003 | End of the Century: The Story of the Ramones | Comentarista         |
| 2005 | The Devil's Rejects                          | Diretor e Roteirista |
| 2005 | Ozzfest: 10th Anniversary                    | Performista          |
| 2005 | Metal: A Headbanger's Journey                | Comentarista         |
| 2006 | Slither                                      | Ator                 |
| 2007 | Grindhouse                                   | Diretor e Roteirista |
| 2007 | Halloween                                    | Diretor e Roteirista |
| 2009 | Halloween 2                                  | Diretor e Roteirista |
| 2009 | The Haunted World of El Superbeasto          | Diretor              |
| 2010 | Super                                        | Ator                 |
| 2012 | The Lords of Salem                           | Diretor e Roteirista |
| 2014 | The Zombie Horror Picture Show               | Diretor              |
| 2015 | 31                                           | Diretor e Roteirista |
| 2019 | 3 From Hell                                  | Diretor e Roteirista |